# Dolores, Gómez Palacio
Dolores är en ort i Mexiko.   Den ligger i kommunen Gómez Palacio och delstaten Durango, i den centrala delen av landet, 800 km nordväst om huvudstaden Mexico City. Dolores ligger 1 116 meter över havet och antalet invånare är 659.
Terrängen runt Dolores är huvudsakligen platt, men västerut är den kuperad. Runt Dolores är det tätbefolkat, med 308 invånare per kvadratkilometer. Närmaste större samhälle är Gómez Palacio, 18,3 km söder om Dolores. Omgivningarna runt Dolores är i huvudsak ett öppet busklandskap.